# Gyldendal (Norvège)
Pour les articles homonymes, voir Gyldendal.

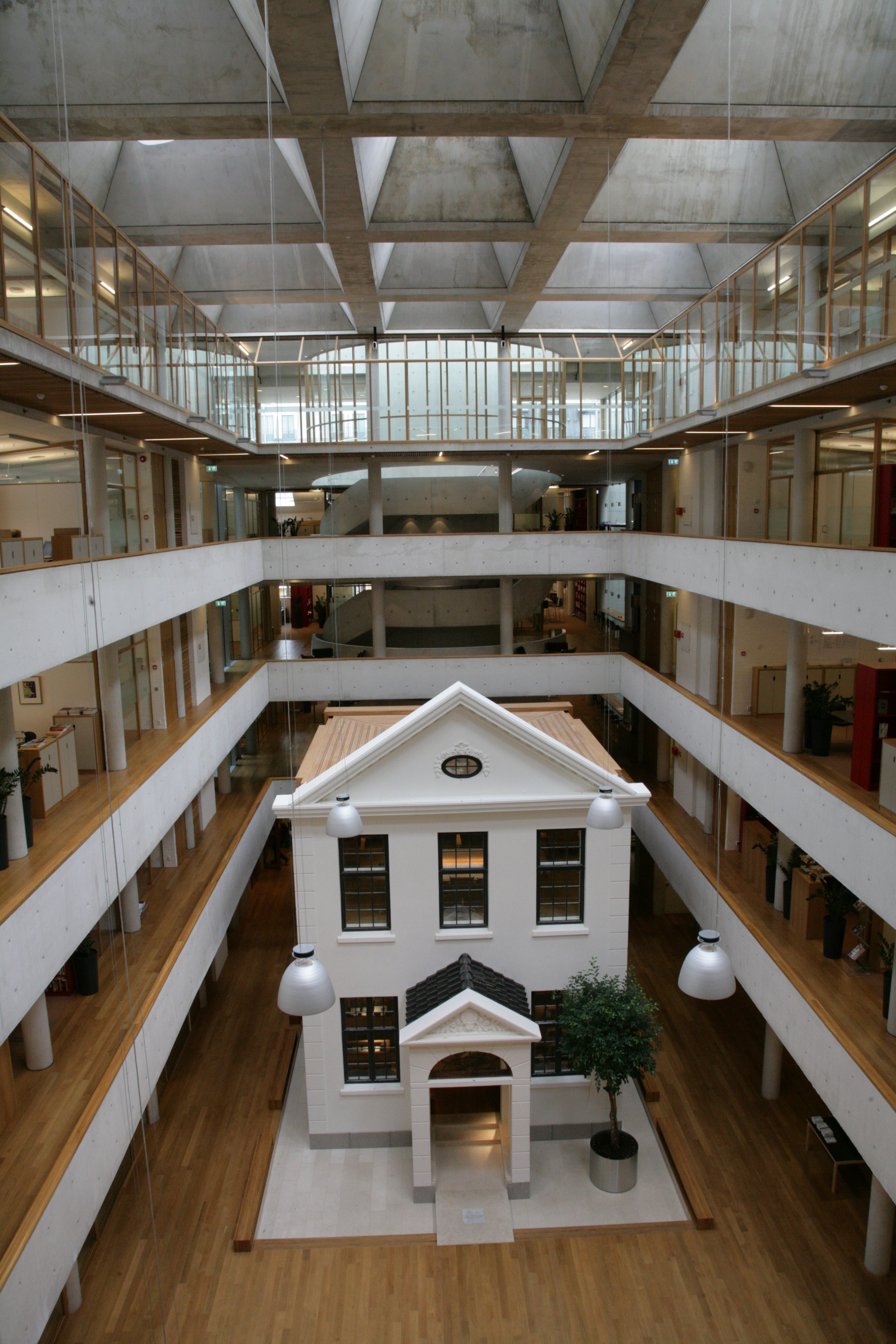
Intérieur du siège de Gyldendal à Oslo en 2008 (architecte Sverre Fehn).

Gyldendal Norsk Forlag AS est aujourd'hui une des plus grandes maisons d'édition norvégiennes, qui publie de la littérature norvégienne et étrangère, des livres professionnels, des livres scolaires et des livres pour enfants et adolescents, ainsi que des magazines (comme Alle Kvinners Blad).
Son chiffre d'affaires est d'environ 1,45 milliard de couronnes norvégiennes par an.
Gyldendal a été créée en 1925 lorsque des intérêts norvégiens ont réussi à rassembler assez de capitaux norvégiens pour racheter les droits d'auteurs norvégiens de la maison d'édition danoise Gyldendalske Boghandel, Nordisk Forlag.
La société appartient à la holding Gyldendal ASA cotée à la Bourse d'Oslo (GYL).